# Ignacio Milam Tang
Pour les articles homonymes, voir Milam et Tang.
Ignacio Milam Tang est un homme d'État équatoguinéen né le 20 juin 1940. Premier ministre du 8 juillet 2008 au 21 mai 2012, il est le deuxième membre de l'ethnie fang à occuper ce poste après son prédécesseur, Ricardo Mangue Obama Nfubea. Il est ensuite vice-président jusqu'en 2016.
Il est membre du Parti démocratique de Guinée équatoriale. 
Il fut secrétaire général de la présidence avec rang de ministre d'État du 26 février 2001 au 11 février 2003. Il est ambassadeur de son pays en Espagne de 2006 à juillet 2008.

## Biographie
Il est membre du groupe ethnique Fang. Il est ministre de la Justice et du Culte de 1996 à 1998, puis ministre de la Jeunesse et des Sports de 1998 à 1999. En 1999, il est élu deuxième vice-président de la Chambre des représentants du peuple et reste à ce poste jusqu’à sa nomination comme vice-premier ministre du gouvernement du Premier ministre Cándido Muatetema Rivas le 26 février 2001. Après deux ans au poste de vice-premier ministre, il est nommé ministre d’État et secrétaire général de la Présidence le 11 février 2003. Le 10 janvier 2006, il est annoncé comme ambassadeur de la Guinée équatoriale en Espagne, poste qu'il occupé jusqu'en juillet 2008.
Tang est nommé Premier ministre de la Guinée équatoriale par le président Teodoro Obiang le 8 juillet 2008, en remplacement de Ricardo Mangue Obama Nfubea. Près de la moitié des membres du gouvernement précédent sont détenus au sein du gouvernement de Milam Tang. Au moment de sa nomination, Tang est considéré comme un partisan des relations étroites avec l'Espagne.
Après la réélection d'Obiang aux élections présidentielles de novembre 2009, Milam Tang et son gouvernement démissionnent le 12 janvier 2010, comme ils étaient légalement tenus de le faire. Obiang est renommé Tang Premier ministre le même jour.
Il démissionne de son poste de Premier ministre le 18 mai 2012 et est remplacé par Vicente Ehate Tomi le 21 mai 2012. Il a été muté au poste de premier vice-président le même jour, tandis que son fils, Teodoro Nguema, était devenu Obiang Mangue servir de deuxième vice-président.
Le 22 juin 2016, Obiang Mangue le remplacé en tant que premier vice-président. Il est ensuite président du Conseil de la République. Jusqu'en 2018, il est membre du Sénat de Guinée équatoriale.